# William Cowper (attore)
William Cowper (Manchester, 1853 – 13 giugno 1918) è stato un attore inglese teatrale e cinematografico.

## Filmografia
- Gold Is Not All, regia di Wilfred Lucas (1916)
- Our Mutual Girl
- The Redemption of David Corson, regia di Frederick A. Thomson (1914)
- Mother's Darling Little Boy, regia di Alexander F. Frank (come Alex Frank) (1914)
- Blown Upon
- A Domestic Revolution (1915)
- An Enemy to Society, regia di Edgar Jones (1915)
- Emmy of Stork's Nest, regia di William Nigh (1915)
- A Yellow Streak, regia di William Nigh (1915)
- Dimples, regia di Edgar Jones (1916)

## Spettacoli teatrali
- Chimmie Fadden (Broadway, 13 gennaio 1896)
- Sapho (Broadway, 7 aprile 1900)